# Абкенар (Бендер-Анзалі)
Абкенар (перс. اب كنار) — село в Ірані, у дегестані Чагар-Фарізе, у Центральному бахші, шагрестані Бендер-Анзалі остану Ґілян. За даними перепису 2006 року, його населення становило 2970 осіб, що проживали у складі 979 сімей.

## Клімат
Середня річна температура становить 14,26 °C, середня максимальна – 27,05 °C, а середня мінімальна – 0,63 °C. Середня річна кількість опадів – 946 мм.
| Клімат поселення                              | Клімат поселення | Клімат поселення | Клімат поселення | Клімат поселення | Клімат поселення | Клімат поселення | Клімат поселення | Клімат поселення | Клімат поселення | Клімат поселення | Клімат поселення | Клімат поселення | Клімат поселення |
| Показник                                      | Січ.             | Лют.             | Бер.             | Квіт.            | Трав.            | Черв.            | Лип.             | Серп.            | Вер.             | Жовт.            | Лист.            | Груд.            |                  |
| Середній максимум, °C                         | 9,54             | 10,28            | 11,81            | 16,97            | 21,47            | 25,08            | 26,81            | 27,05            | 23,79            | 20,53            | 15,88            | 11,63            |                  |
| Середня температура, °C                       | 5,10             | 5,84             | 7,37             | 12,52            | 17,02            | 20,62            | 22,97            | 23,19            | 19,94            | 16,70            | 12,03            | 7,79             |                  |
| Середній мінімум, °C                          | 0,63             | 1,38             | 2,92             | 8,06             | 12,59            | 16,17            | 19,13            | 19,36            | 16,10            | 12,82            | 8,19             | 3,95             |                  |
| Норма опадів, мм                              | 98               | 76               | 74               | 49               | 39               | 25               | 18               | 46               | 101              | 155              | 136              | 129              |                  |
| Середньомісячна швидкість вітру, м/с          | 2.29             | 2.40             | 2.40             | 2.39             | 2.41             | 2.64             | 2.60             | 2.37             | 2.26             | 2.08             | 1.98             | 2.06             |                  |
| Середньомісячна сонячна радіація, кДж/м²·день | 6787             | 8985             | 11146            | 15862            | 20283            | 22983            | 23774            | 20134            | 16415            | 11080            | 8528             | 6497             |                  |
| --------------------------------------------- | ---------------- | ---------------- | ---------------- | ---------------- | ---------------- | ---------------- | ---------------- | ---------------- | ---------------- | ---------------- | ---------------- | ---------------- | ---------------- |
| Джерело:                                      |                  |                  |                  |                  |                  |                  |                  |                  |                  |                  |                  |                  |                  |